# Euphorbia pubicaulis
Euphorbia pubicaulis är en törelväxtart som beskrevs av Spencer Le Marchant Moore. Euphorbia pubicaulis ingår i släktet törlar, och familjen törelväxter.
Artens utbredningsområde är Northern Territory, Australien. Inga underarter finns listade i Catalogue of Life.